# Biserica Greco-Catolică Ucraineană

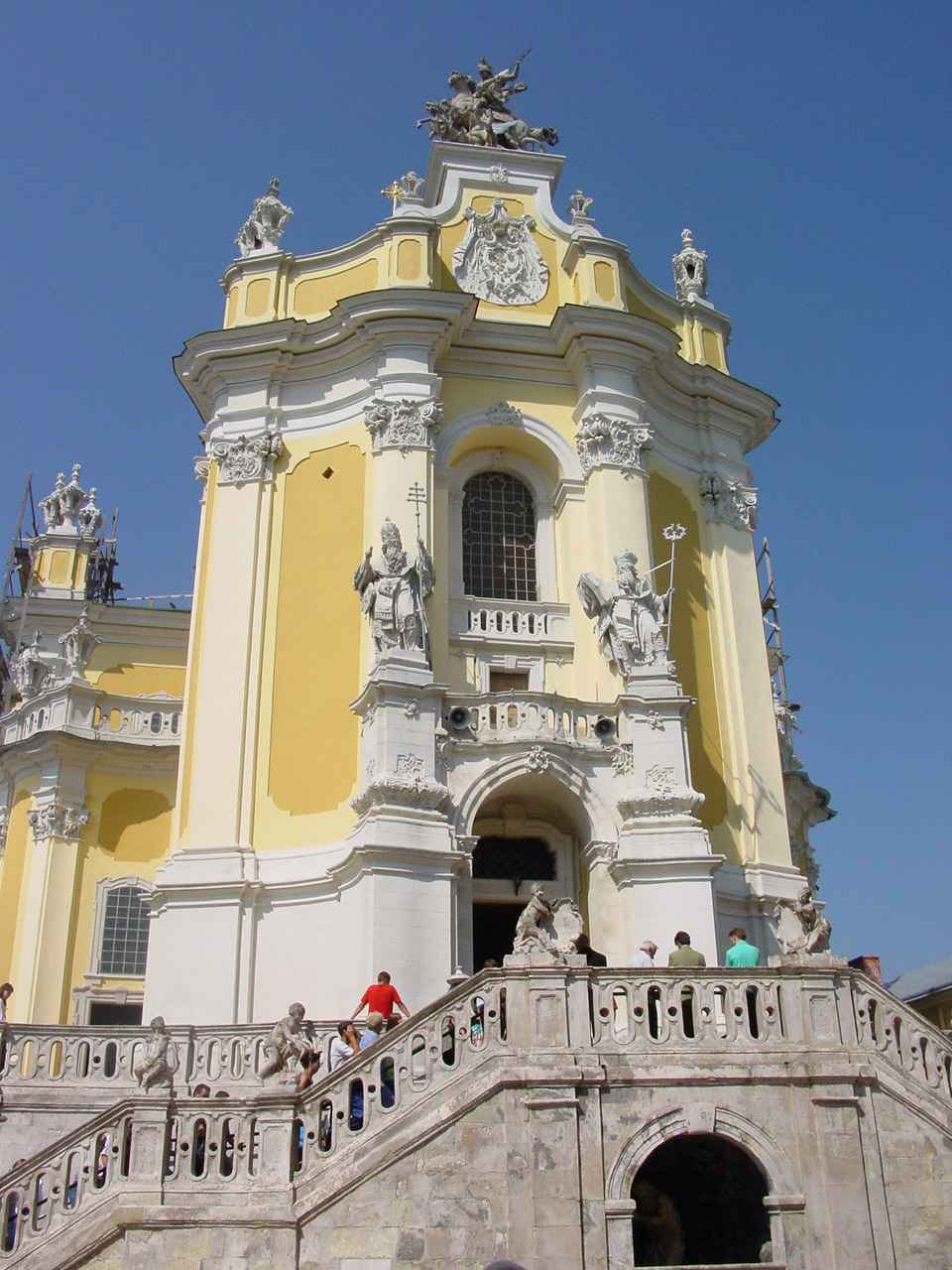
Catedrala Sfântul Gheorghe din Liov

Biserica Greco-Catolică Ucraineană, cunoscută și ca Biserica Ucraineano-Catolică, este o biserică catolică de rit bizantin, unită cu Roma prin Uniunea de la Brest din anul 1596. Primul mitropolit ortodox de Kiev aflat în comuniune cu Roma a fost Mihail Rogoza. Din 2011 întâistătătorul acestei biserici este arhiepiscopul Sviatoslav Șevciuc. Biserica numără aproximativ 4,3 milioane de credincioși, reprezentând 9% din populația Ucrainei. Principalele centre ale Bisericii Greco-Catolice Ucrainene se află în vestul țării (regiunea Liov), unde constituie confesiunea majoritară.

## Istorie
În 1596 ierarhia bisericească ucraineană a hotărât, prin Uniunea de la Brest, comuniunea oficială între Kiev și Roma. Aceasta nu a însemnat ruperea comuniunii cu bisericile ortodoxe. Astfel, în anul 1651 mitropolitul ortodox Simion Ștefan l-a consacrat la Alba Iulia pe călugărul bazilian Partenie Petrovic drept episcop unit al Eparhiei de Muncaci. Ruptura dintre ortodocșii uniți cu Roma și cei neuniți cu Roma s-a produs pe parcursul secolului al XVIII-lea. După relativa reconciliere din secolul al XIX-lea, a urmat o exacerbare a rivalității dintre uniți și neuniți, alimentată de suprimarea bisericilor greco-catolice după cel de-Al Doilea Război Mondial.

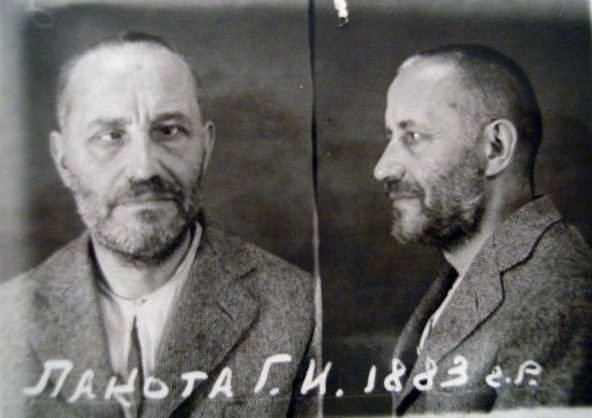
Fotografia episcopului Grigori Lakota în dosarul NKVD

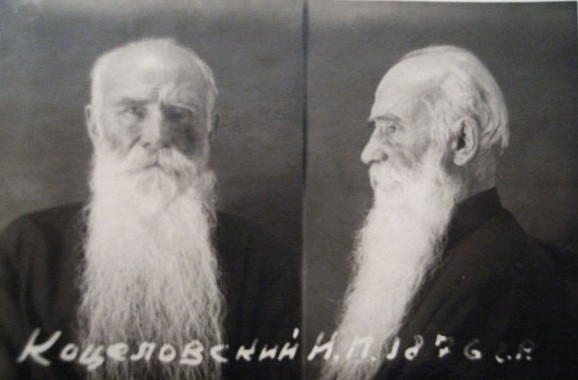
Fotografia episcopului Iosafat Kocylovskyj în dosarul NKVD

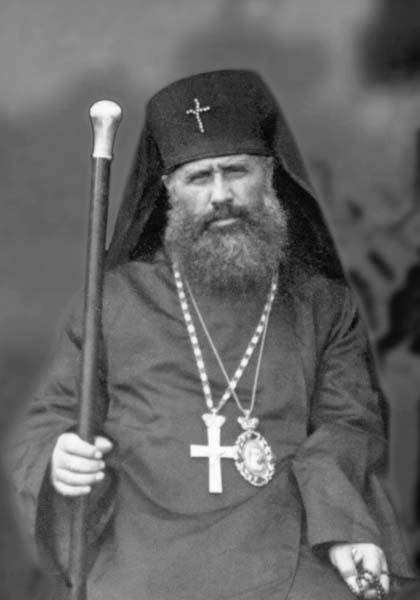
Fericitul Mykolai Cearnețchi, supraviețuitor al Gulagului

La scurt timp după încheierea Conferinței de la Ialta, toți episcopii greco-catolici ucraineni, în frunte cu Iosif Slipyj, au fost arestați simultan, la 11 aprilie 1945, și condamnați la muncă silnică, sub pretextul că ar fi colaborat cu forțele militare germane în timpul ocupației. În 1946, la ordinul lui Stalin, întreaga Biserică Greco-Catolică Ucraineană a fost interzisă, iar credincioșii trecuți cu forța în Biserica Ortodoxă Rusă, în urma unui pseudo-sinod desfășurat la Liov. Operațiunea a fost condusă de Iosif Vissarionovici Stalin. O scrisoare redactată în decembrie 1945 și trimisă lui Stalin de Nikita Hrușciov, pe atunci prim-secretar al Comitetului Central al Partidului Comunist din Republica Sovietică Socialistă Ucraineană, document publicat în 2009, arată că diriguitorii sovietici s-au implicat direct în lichidarea Bisericii Catolice Unite cu Roma din Ucraina.
„Când eram la Moscova, v-am informat despre munca depusă în vederea distrugerii Bisericii Unite și despre integrarea credincioșilor în Biserica Ortodoxă,”
îi scria Nikita Sergheievici Hrușciov, la 17 decembrie 1945, lui Stalin. După același model, în 1948, a fost suprimată și Biserica Greco-Catolică din România, iar în 1950, cea din Slovacia.
Biserica Greco-Catolică Ucraineană a continuat să existe în clandestinitate, precum și în diaspora. Episcopul Grigori Lakota, arestat în 1946 de NKVD, a murit în anul 1950 într-un lagăr de muncă la nord de cercul polar.
În timpul pontificatului papei Ioan al XXIII-lea și ca urmare a Conciliului Vatican II, datorită ajutorului dat de papă la soluționarea, de către președintele american John F. Kennedy și secretarul general al Partidului Comunist al Uniunii Sovietice Nikita Sergheievici Hrușciov, a Crizei rachetelor din Cuba, au fost stabilite relații neoficiale între Curia Romană și PCUS. În urma tratativelor au fost eliberați din Gulagul siberian membrii ierarhiei catolice care au supraviețuit, între care Iosif Slipyj, proclamat în anul 1965 cardinal de papa Paul al VI-lea, fapte ce au permis o renaștere foarte lentă a Bisericii Greco-Catolice Ucrainene.
În anul 1989, ca urmare a politicii de restructurare (perestroika) și de transparență (glasnost) promovate de Mihail Gorbaciov, Biserica Greco-Catolică Ucraineană și-a recăpatat statutul de biserică legală din Ucraina.
La începutul anului 2014 Biserica Greco-Catolică din Ucraina a primit avertismente din partea guvernului prorus de la Kiev să-și înceteze implicarea în demonstrațiile proeuropene aflate în desfășurare.

## Organizare
Conducătorul Bisericii Greco-Catolice Ucrainene a fost tradițional mitropolitul de Lemberg, care a purtat întotdeuna și titlul de mitropolit al Kievului.
În anul 2005 sediul Bisericii Greco-Catolice Ucrainene s-a mutat de la Lemberg (Liov) la Kiev, iar conducătorul ei a primit titlul Arhiepiscop Major de Kiev și Halici.
Biserica Greco-Catolică Ucraineană numără peste patru milioane de credincioși, cu influență mai ales asupra vieții cultural-politice din vestul țării.

## Galerie de imagini

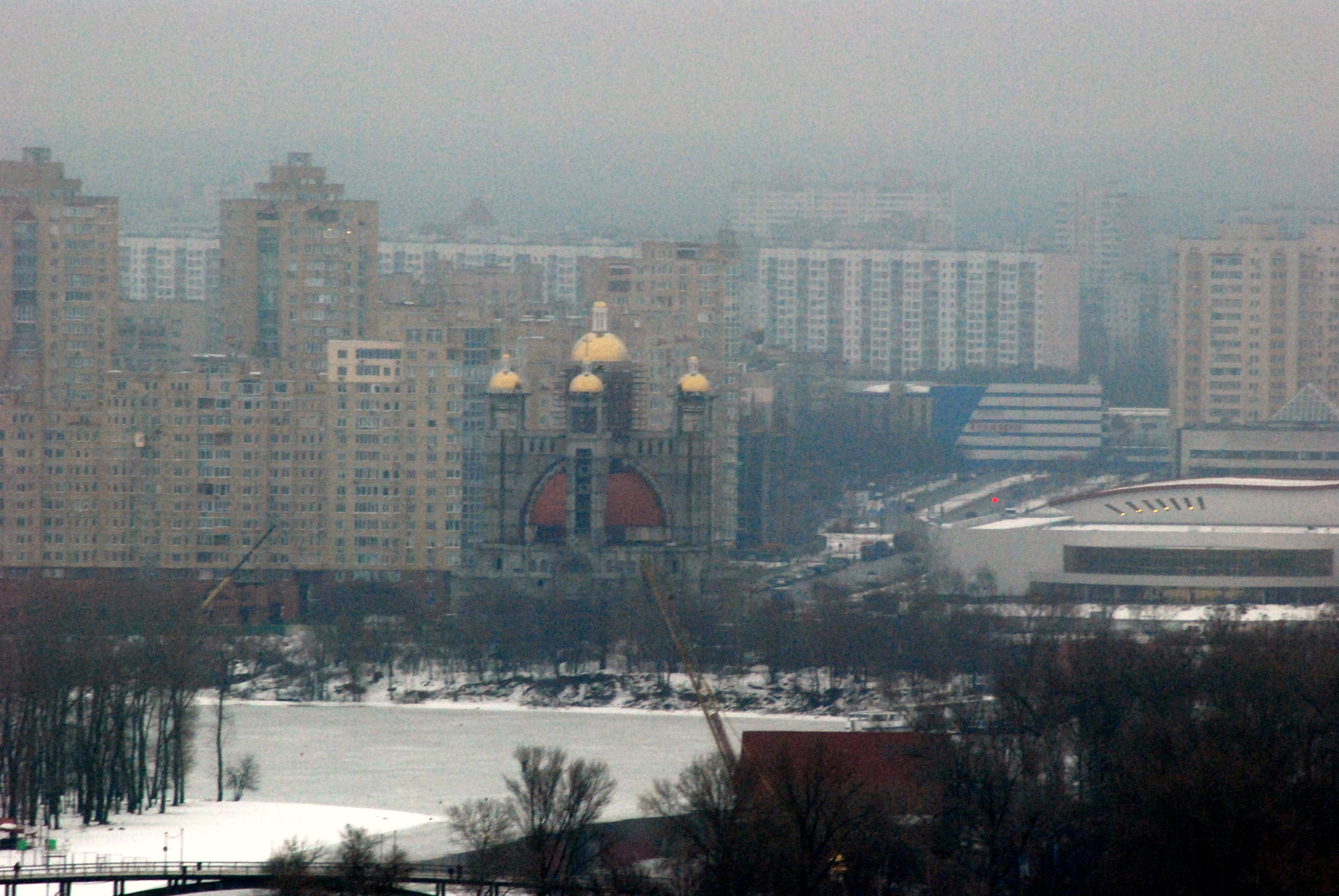
Noua catedrală greco-catolică „Învierea lui Hristos” din Kiev, în construcție (imagine din anul 2007)
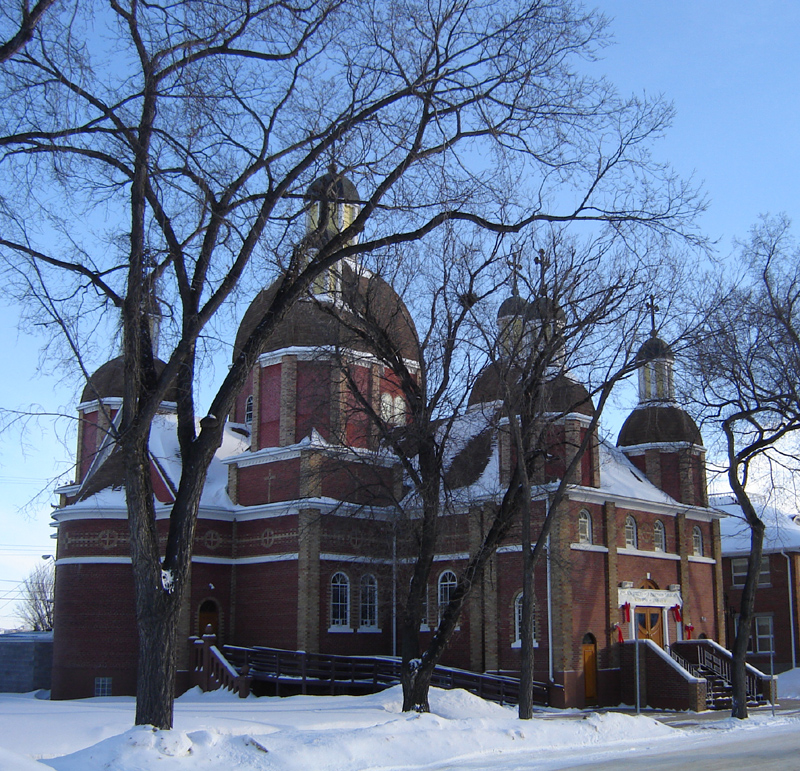
Biserica greco-catolică ucraineană „Sfântul Gheorghe” din Saskatoon[6] (provincia canadiană Saskatchewan)
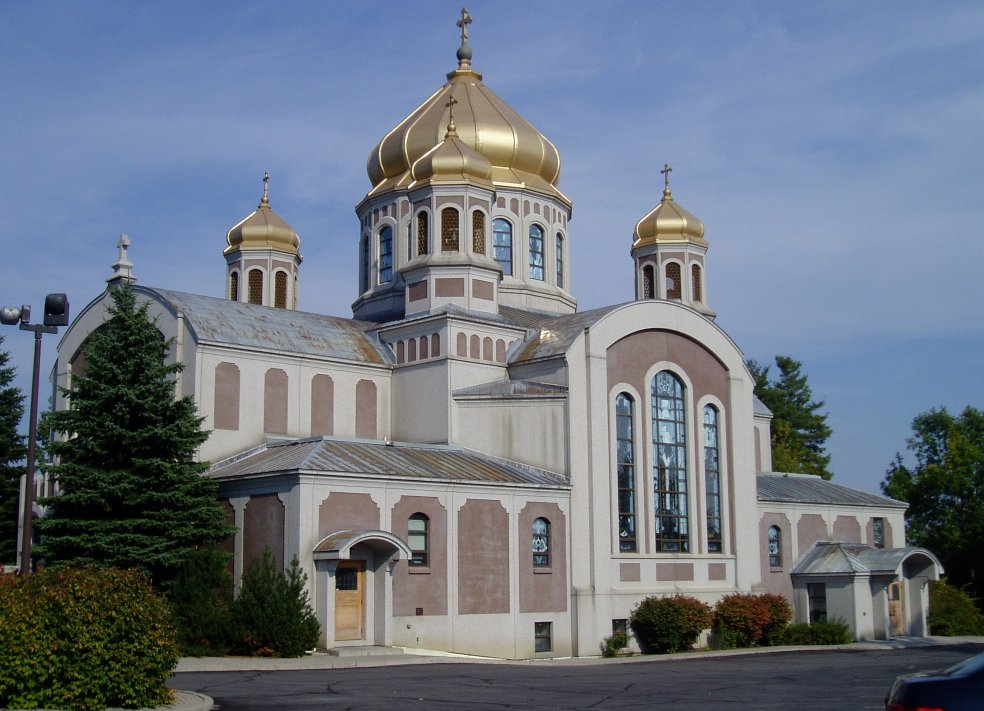
Biserica greco-catolică ucraineană „Sfântul Ioan Botezătorul” din Ottawa (Canada).
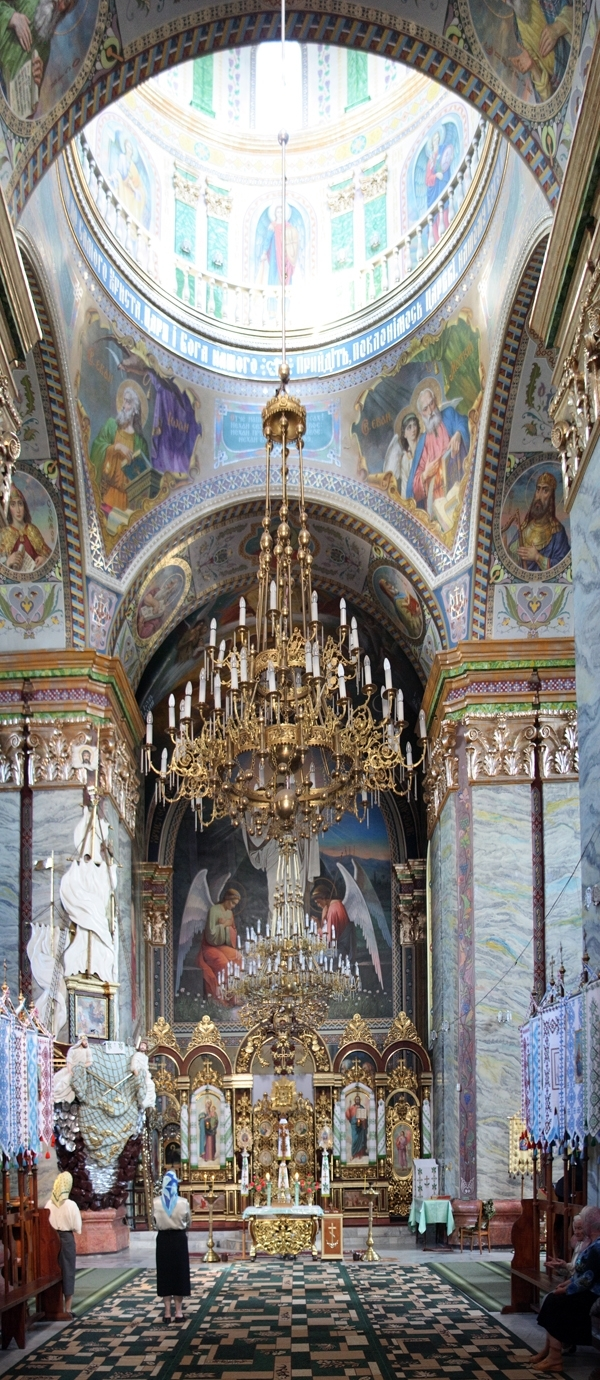
Aspect din interiorul Bisericii greco-catolice "Sf. Gheorghe" din Cervonohrad (Ucraina).